# Linia kolejowa Erfurt – Leipzig/Halle
Kolej dużych prędkości Erfurt – Leipzig/Halle (niem. Neubaustrecke Erfurt–Leipzig/Halle) – niemiecka linia kolejowa dużych prędkości o długości 123 km, między Erfurtem i Lipskiem/Halle (Saale). Stanowi fragment korytarza transportowego Berlin – Monachium. Łączy się na północy z linią Berlin – Halle i na południu z linią dużych prędkości Nürnberg – Erfurt. Wybudowana w ramach programu infrastrukturalnego Verkehrsprojekte Deutsche Einheit (VDE 8.2) linia dużych prędkości jest przystosowana do obsługi wielu typów pociągów: zarówno towarowych, jak i ICE.